# Mont Paterno
Le mont Paterno (en italien : Monte Paterno, en allemand : Paternkofel) est une montagne située dans les Dolomites à la frontière entre le Sud-Tyrol et la province de Belluno, en Italie.

## Géographie
Le mont Paterno se trouve à proximité immédiate des Tre Cime di Lavaredo, séparé par la forcella Lavaredo. Il se situe dans les Dolomites de Sesto.

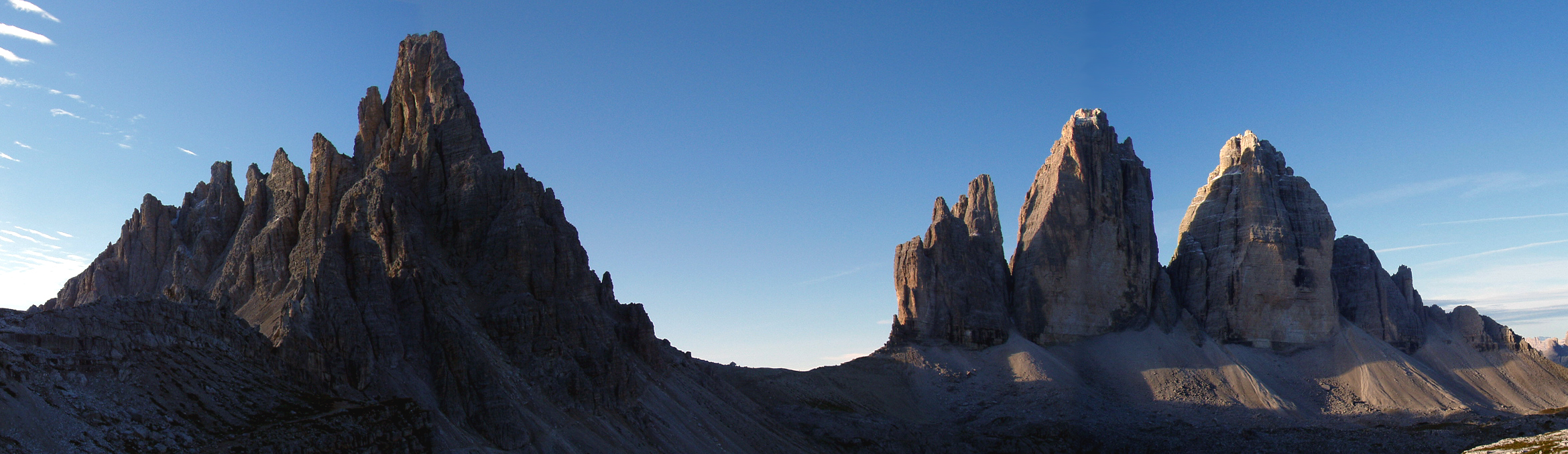
Mont Paterno à gauche et Tre Cime à droite. Au centre, la focella Lavaredo.

Pour les randonneurs aux pieds sûrs et sans vertiges avec une certaine capacité d'escalade, il y a la possibilité d'atteindre le sommet par un sentier passant dans un tunnel, sur un pont suspendu et sur des échelles en fer utilisées lors de la Première Guerre mondiale, qui ont été restaurés en 1974/75.

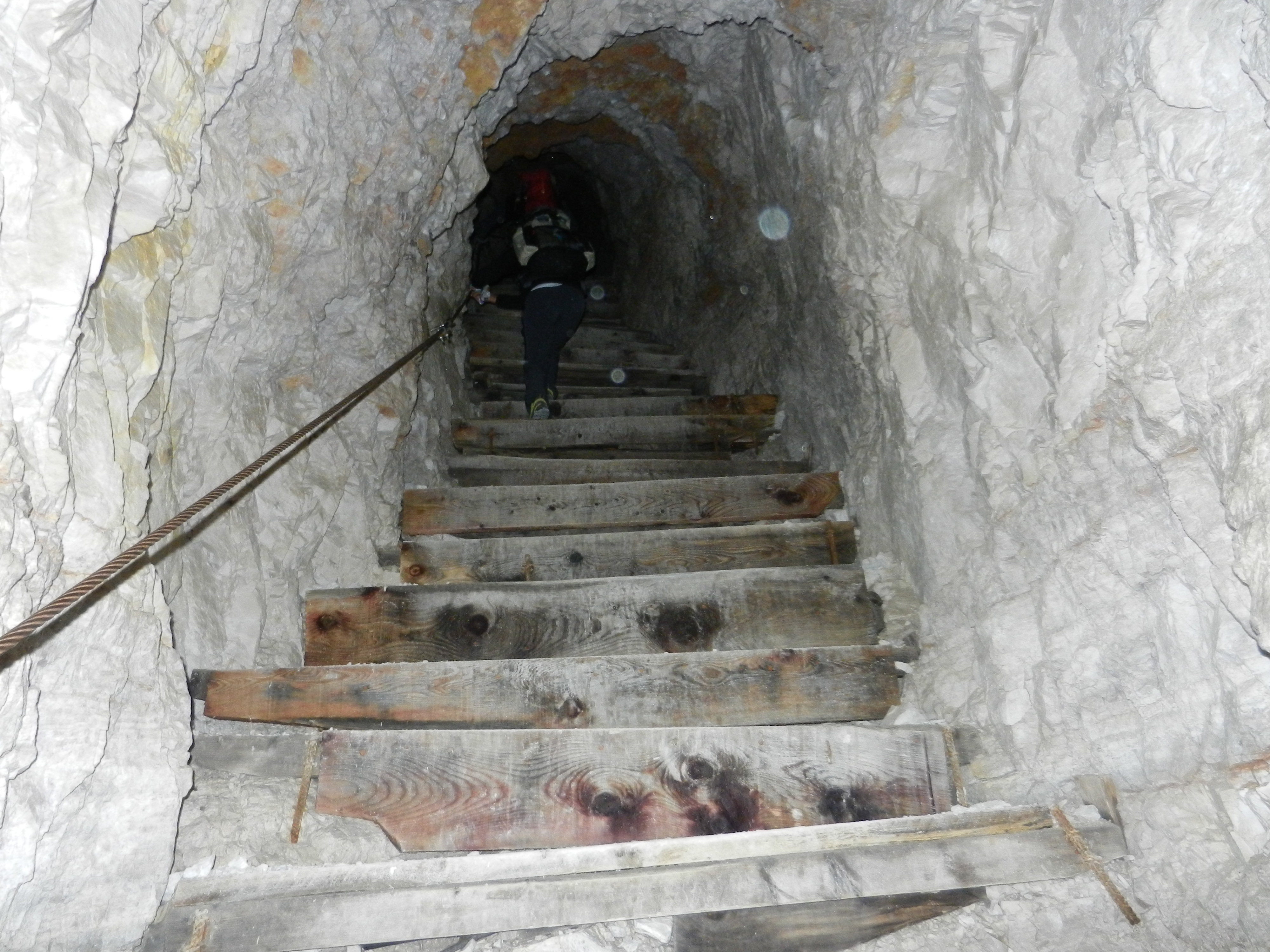
Tunnel du mont Paterno.
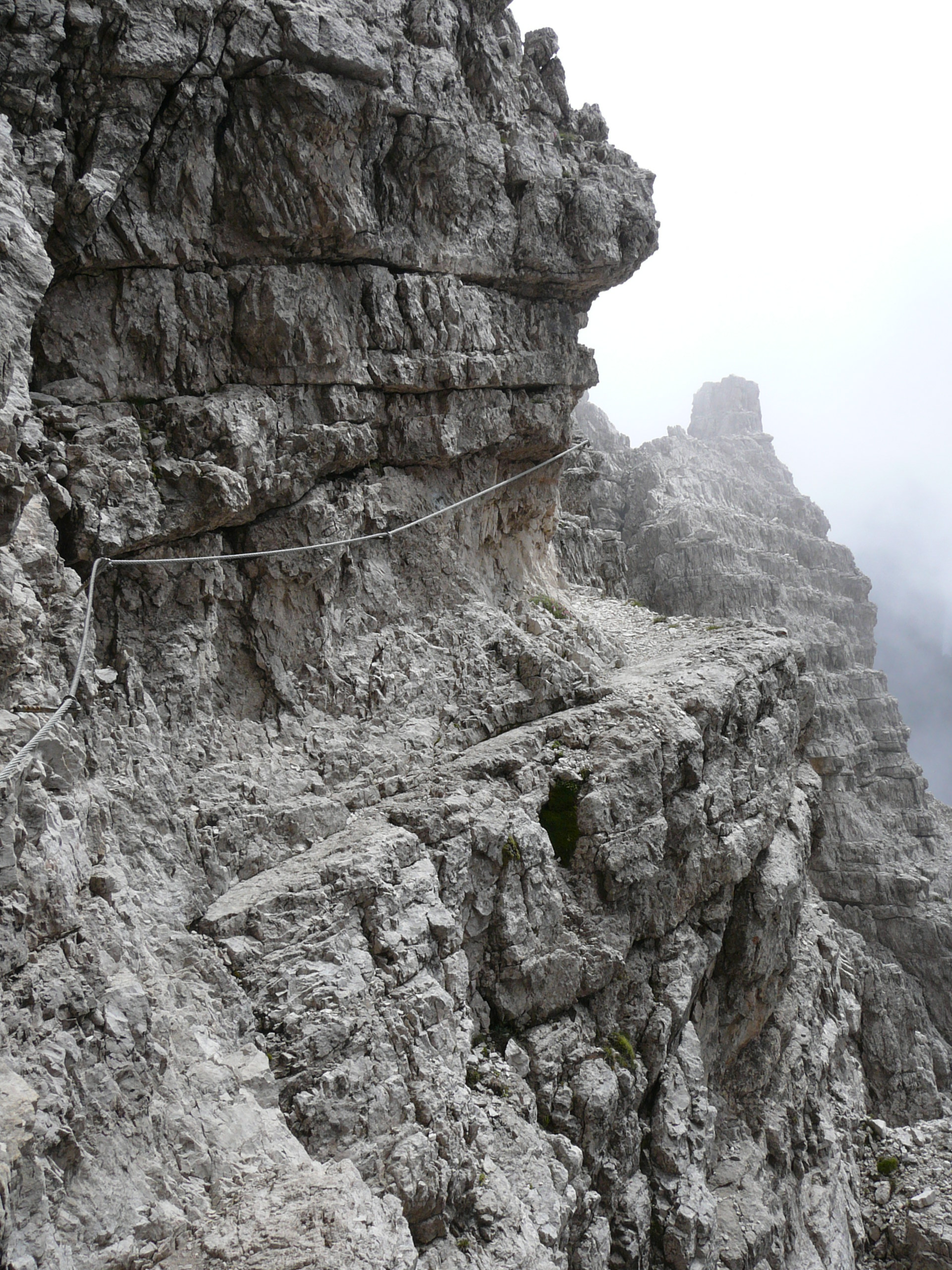
Le sentier qui mène au sommet.
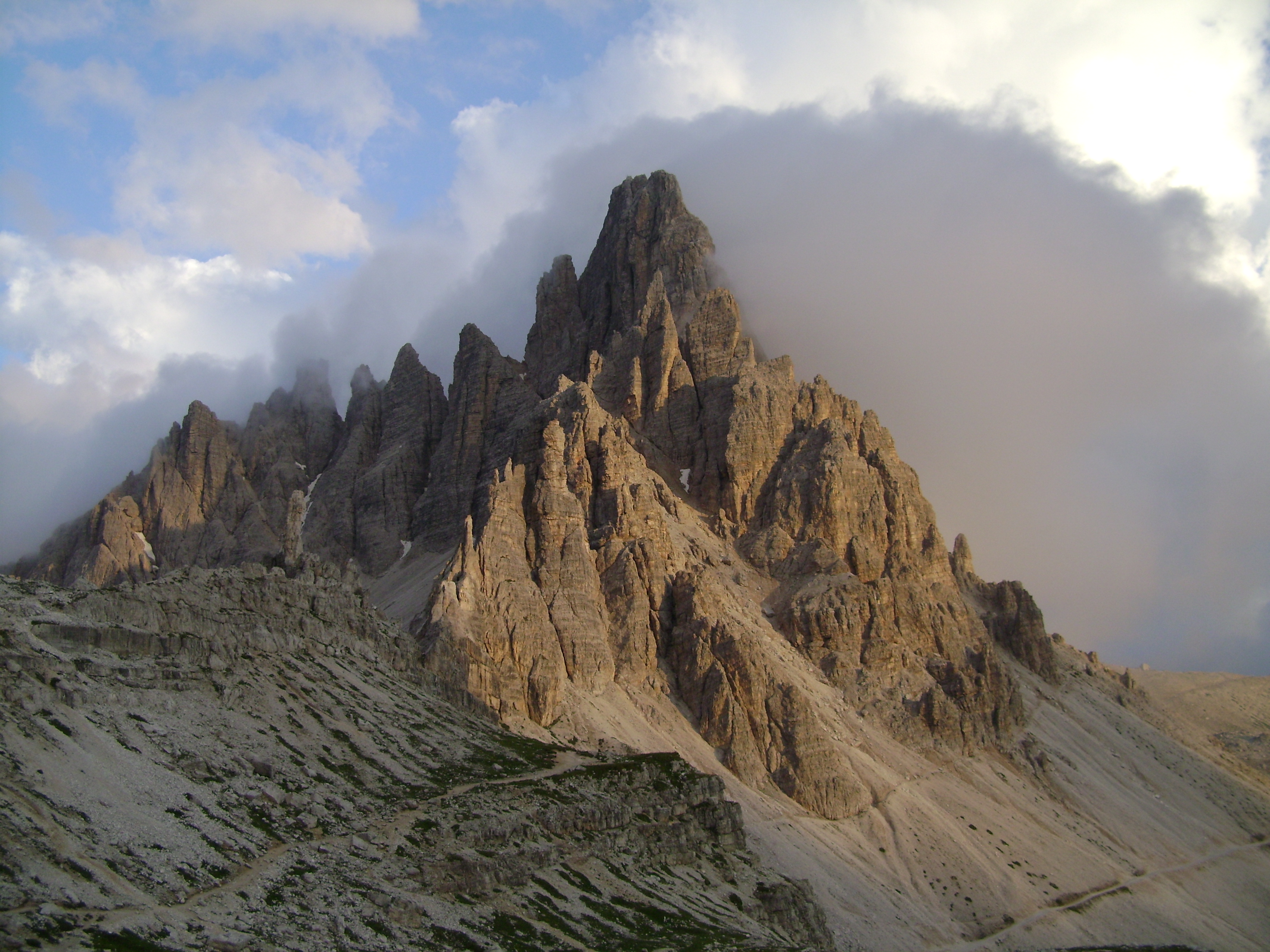
Le mont Paterno
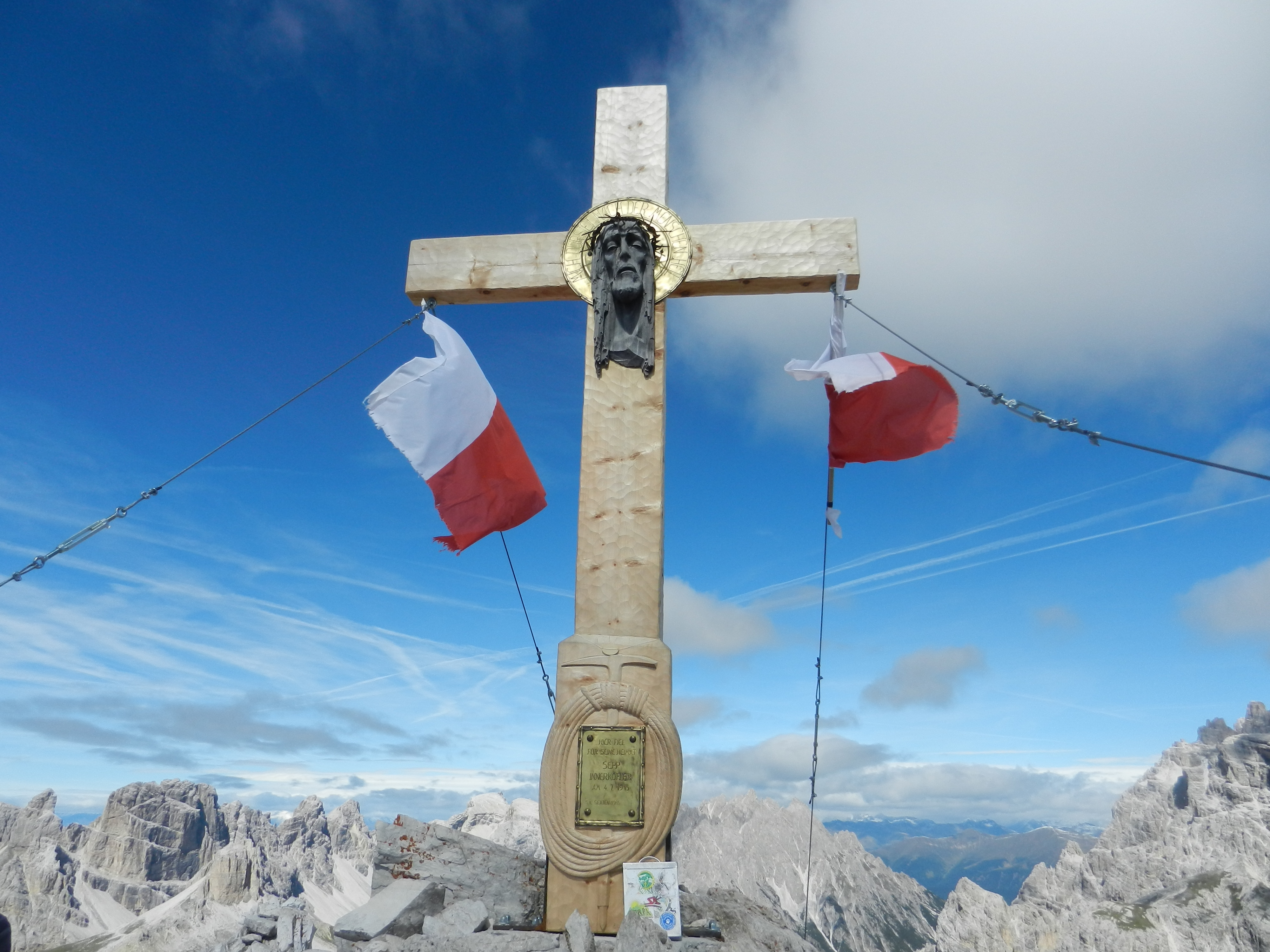
Croix sommitale.

## Histoire

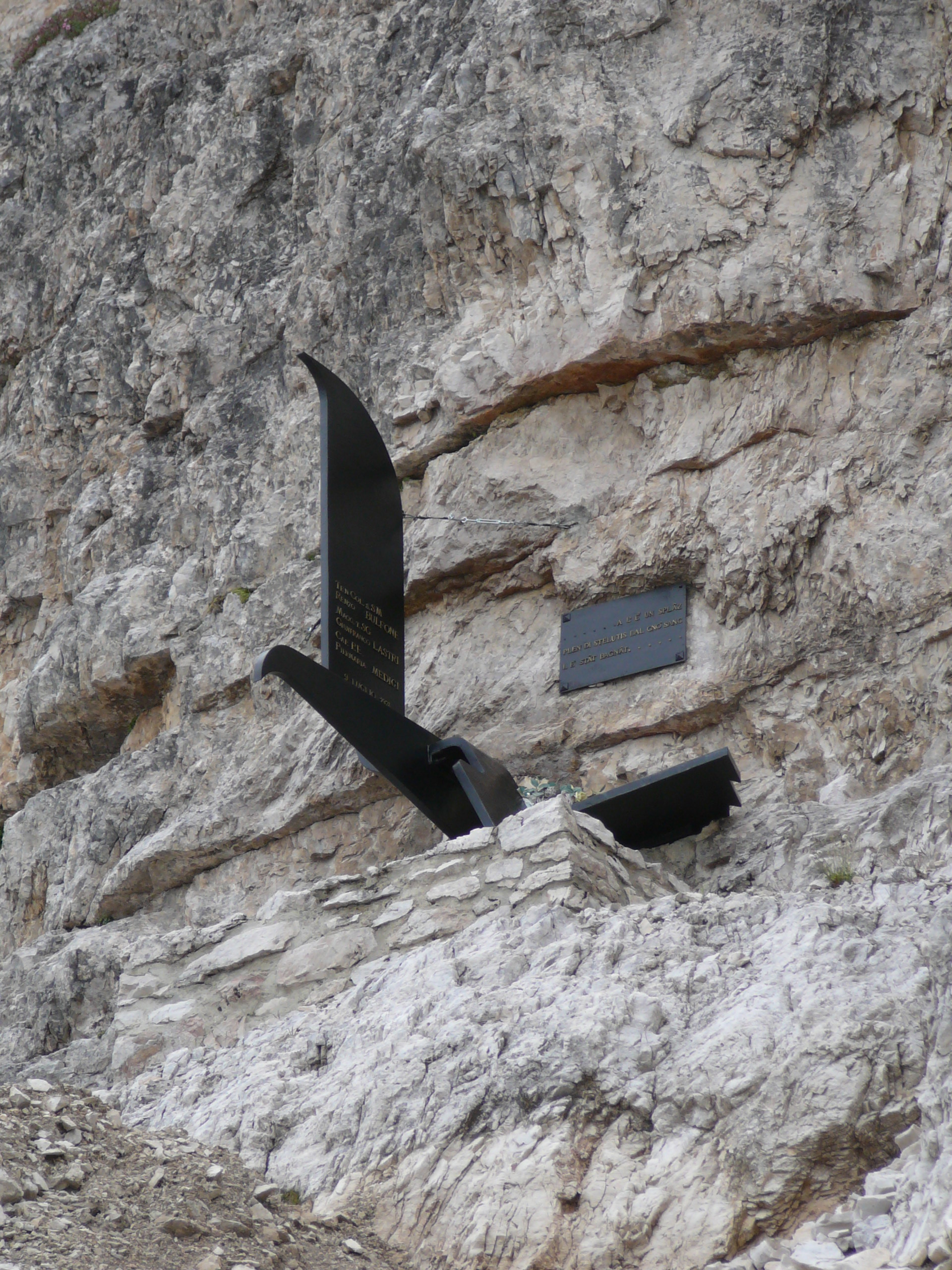
Monument commémoratif de la Grande Guerre.

Avec sa position stratégique, le mont Paterno a été âprement disputé par les armées italienne et austro-hongroise durant la Première Guerre mondiale. Dans un premier temps, les autrichiens décident de l'ignorer et la montagne est seulement occupée par les Italiens. Ce n'est qu'en 1915 que l'armée autrichienne décide de prendre des mesures pour chasser les Italiens du sommet. La nuit du 3 juillet, Sepp Innerkofler et son équipe marchent en silence jusqu'au sommet. Au matin du 4 juillet, l'artillerie autrichienne lance une attaque massive au sommet du mont Paterno. S. Innerkofler trouve la mort dans cet assaut. La cause de sa mort sont incertaines. Il aurait pu être touché par une balle ou tué avec une pierre. Selon d'autres thèses, il serait mort des suites de tirs mal dirigés de l'artillerie autrichienne.
Le 9 juillet 1974, un hélicoptère Bell 206 appartenant à l'armée italienne (EI613), piloté par le capitaine Pier Maria Medici de l'ALE, tombe entre les Tre Cime di Lavaredo et le mont Paterno. Il y avait également à bord deux officiers SM de la Brigade alpine Tridentina. En souvenir à l'accident, entre les deux montagnes se trouve une plaque commémorative, également composée de pales d'hélicoptère.

## Alpinisme
La première ascension a eu lieu le 11 septembre 1882 par Franz Innerkofler et Erich Künigl depuis la Gamsscharte (2 650 m). La crête nord-nord-ouest du mont Paterno a été escaladée pour la première fois en 1886 par les guides S. et C. Innerkofler avec E. Biendl.

## Culture
Certaines scènes du film fantastique britannique Krull ont été tournées sur mont Paterno en 1982.

## Sources et bibliographie
- (de) Richard Goedeke, Sextener Dolomiten, Bergverlag Rother, 1988, 598 p. (ISBN 3-7633-1255-2)